# Nadia Labidi
Nadia Labidi (nacida Cherabi; 18 de julio de 1954) es una productora de cine argelina, directora de cine, y político. Fue Ministra de Cultura desde el 5 de mayo de 2014 a mayo de 2015. Su productora es "French based & French funded". Su primera película documental fue Fatima Amaria en 1993 y su primer largometraje El Otro lado del Espejo en 2007.

## Educación y años tempranos
Nació en Aïn Madhi en 1954. Estudió sociología en la Universidad de Argel y recibió un Ph.D. en la Sorbonne (cinematografía, 1987).

## Carrera
De 1978 hasta 1994, Labidi trabajó en el Centro argelino para el Arte y el Centro Argelino del Arte y de Industrias Cinematográficas (CAAIC) como directora de producción. y también profesora en la Facultad de Ciencias de Información y Comunicación de la Universidad de Argelia III antes de ser Ministra de Cultura en el Gobierno de Argelia el 6 de mayo de 2014.
En 1991, Labidi sirvió como directora ayudante en la Agencia argelina noticiaria, Agence Nationale des Actualités Filmées (ANAF).[4] En el CAAIC,  transfiere su atención de producción a filmar con un interés particular en docudrama. Dirige L'exilio de Bougie (El Exilio de Bougie; 1997) y Fatima Amaria (con Malek Laggoune, 1993).
Labidi fundó la compañía de producción Procom Internacional en 1994. Desde hace muchos años, Procom Internacional se dedica exclusivamente a documentales y aseguró la producción de treinta programas para televisión argelina. En 2002, la compañía se expandió a ficción y largometrajes (en 35mm), el cual era coproducido con la televisión argelina (ENTV) y con soporte del Ministerio de Cultura.
Fatima Amaria, hecho en 1993, Fue su opus prima documental, con miradas en la vida de una mujer joven en una comunidad religiosa en Argelia del sur; las mujeres que actuaron nunca habían sido filmadas antes, por lo tanto Labidi sentía que era importante ganarse su confianza antes de filmar.
Su largometraje de debut como directora fue El Otro lado del Espejo (L'envers du miroir, 2007). También se implicó con Procom en la producción de dos otros largometrajes: Mujeres Vivas (Vivantes!/Un'ichhate, 2006) con el conocido director Saïd Ould Khelifa y Palmas heridas (Les palmiers blesses, 2010) con el director tunecino Abdllatif ben Ammar.

## Filmografía
- 1993, Fatima Amaria.[7]
- 2007, El Otro Lado del Espejo.[4]
- 2008, las mujeres Vivas! / Vivantes! / Un'ichate (productora)[4]
- 2010, Palmeras Heridas / Les palmiers blesses (productora)[4]